# Dominic Tamsel
Dominic Tamsel (* 25. April 2000 in Trimbach) ist ein Schweizer Kunstturner. Er ist Medaillengewinner bei Schweizer Junioren- und Elite-Meisterschaften und vertrat die Schweiz unter anderem im Juniorenbereich beim Europäischen Olympischen Jugendfestival 2017 und bei den Junioren-Europameisterschaften, bei denen er jeweils eine Bronzemedaille gewinnen konnte. Er ist Schweizer Meister am Pauschenpferd im Jahr 2022 und wurde für das Schweizer Nationalkader der Turn-Europameisterschaften 2022 nominiert.

## Karriere
Tamsel turnt seit seinem sechsten Lebensjahr für den Verein TV Wädenswil im Zürcher Turnverband und war zunächst im Zürcher Leistungszentrum in Rümlang, wechselte jedoch 2011 ins Luzerner Leistungszentrum in Malters. Schon als Kind war er im Kunstturnen erfolgreich und gewann bei Schweizer Junioren-Meisterschaften 2018 den ersten Platz im Mehrkampf, verteidigte seinen Titel an seinem Spezialgerät Pauschenpferd und konnte weitere Medaillen bei Gerätefinals gewinnen. Er trat für die Schweizer Junioren-Nationalmannschaft bei mehreren Länderkämpfen und internationalen Wettkämpfen an und erreichte dort mit dem Team und im Mehrkampf Podestplatzierungen. 2017 wurde er ins Kader für das Europäische Olympische Jugendfestival in Győr berufen. Dort erreichte er mit dem Team den dritten Platz sowie mehrere Gerätefinals. Im Folgejahr gewann er bei den Junioren-Europameisterschaften in Glasgow die Bronzemedaille am Barren. Ebenfalls im Jahr 2018 belegte er die Matura an der Kantonsschule Reussbühl mit den Schwerpunktfächern Physik und angewandte Mathematik.
Seit dem Jahr 2019 tritt Tamsel bei den Elite-Schweizer-Meisterschaften an und ist seit diesem Jahr auch Teil des erweiterten Nationalkaders des Schweizerischen Turnverbandes. Bei den Elite-Schweizer-Meisterschaften erreichte er mehrmals Top-10-Platzierungen, darunter 2018 einen kompletten Medaillensatz an Pferd, Barren und Ringen. Bei den Schweizer Mannschaftsmeisterschaften belegte er im Jahr 2018 den ersten Platz in der Nationalliga B und nahm auch am Eidgenössischen Turnfest teil. Er trat für die Schweizer Nationalmannschaft bei mehreren Länderwettkämpfen und Turn-Weltcups sowie im Jahr 2021 für die TG Pfalz in der Deutschen Turnliga (3. Bundesliga) an. Im Jahr 2022 qualifizierte er sich für das Schweizer Nationalkader für die Turn-Europameisterschaften 2022 in München. In seiner Karriere hat er Noten von über 79 Punkten im Mehrkampf erreicht.
Tamsel lebt und trainiert seit 2019 im nationalen Leistungszentrum in Magglingen. Seit demselben Jahr ist er Student der Elektrotechnik und Informationstechnologie an der Berner Fachhochschule; im Jahr zuvor war er an der Hochschule Luzern.

## Galerie

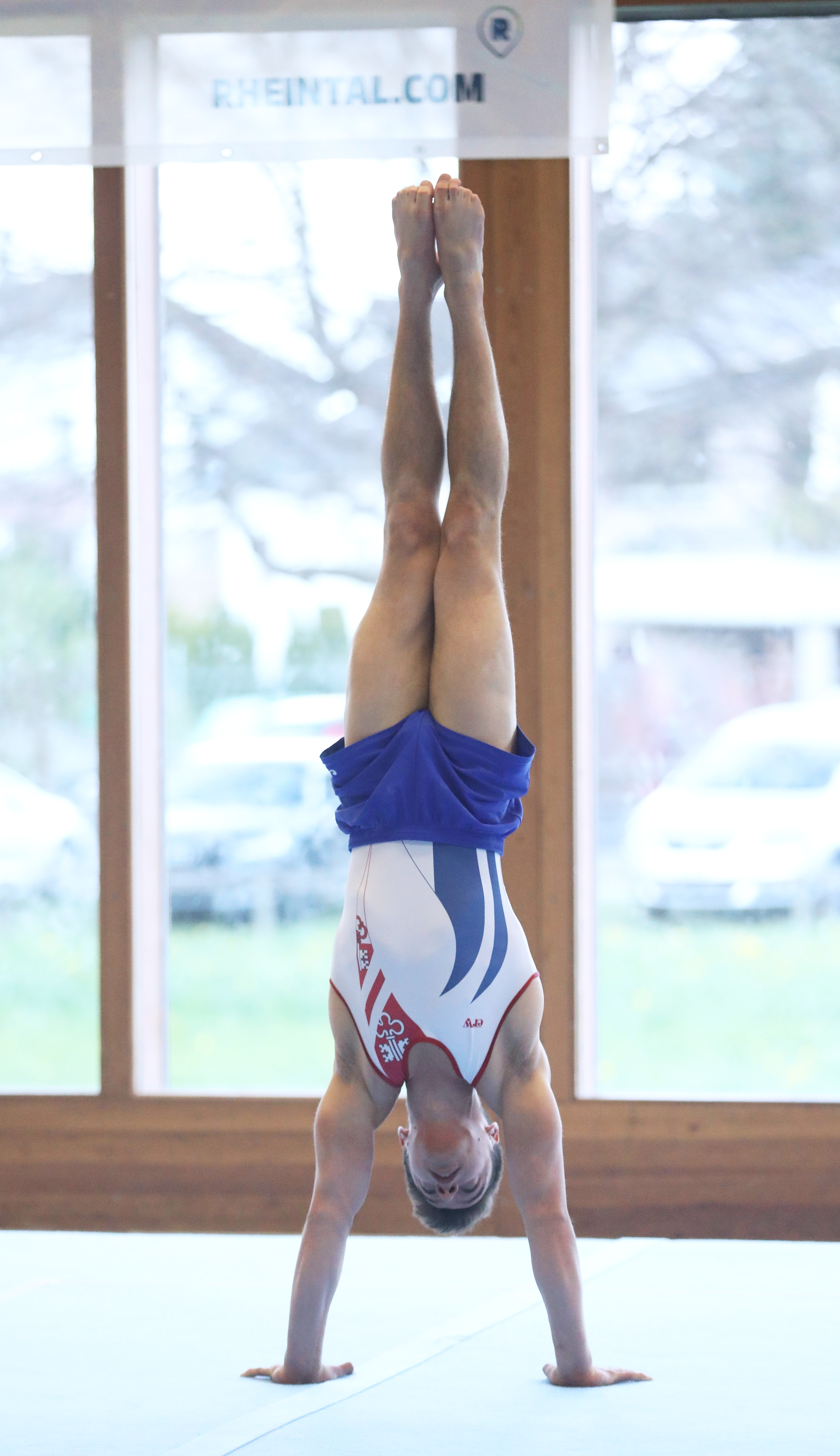
Tamsel am Boden
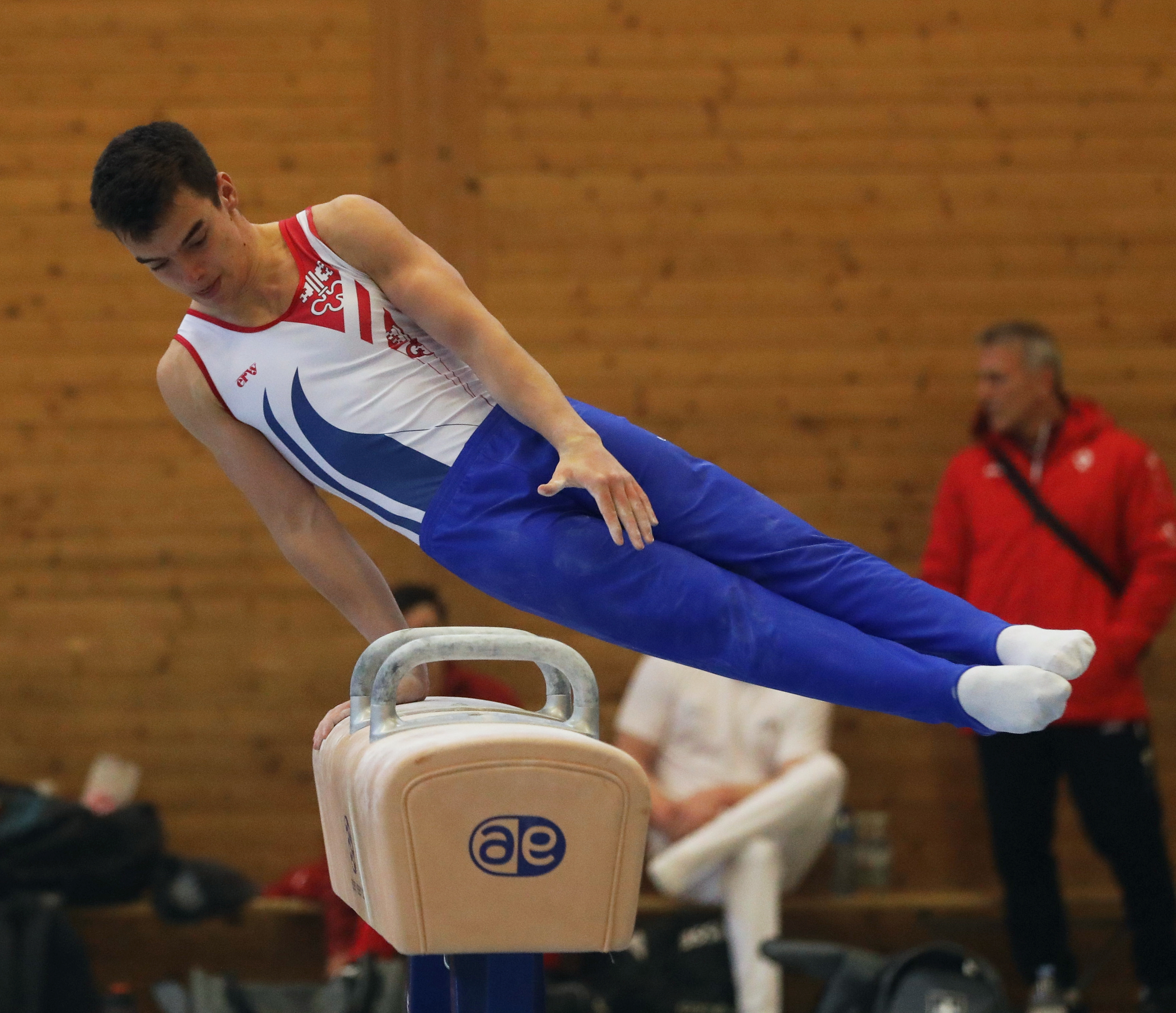
Am Pferd
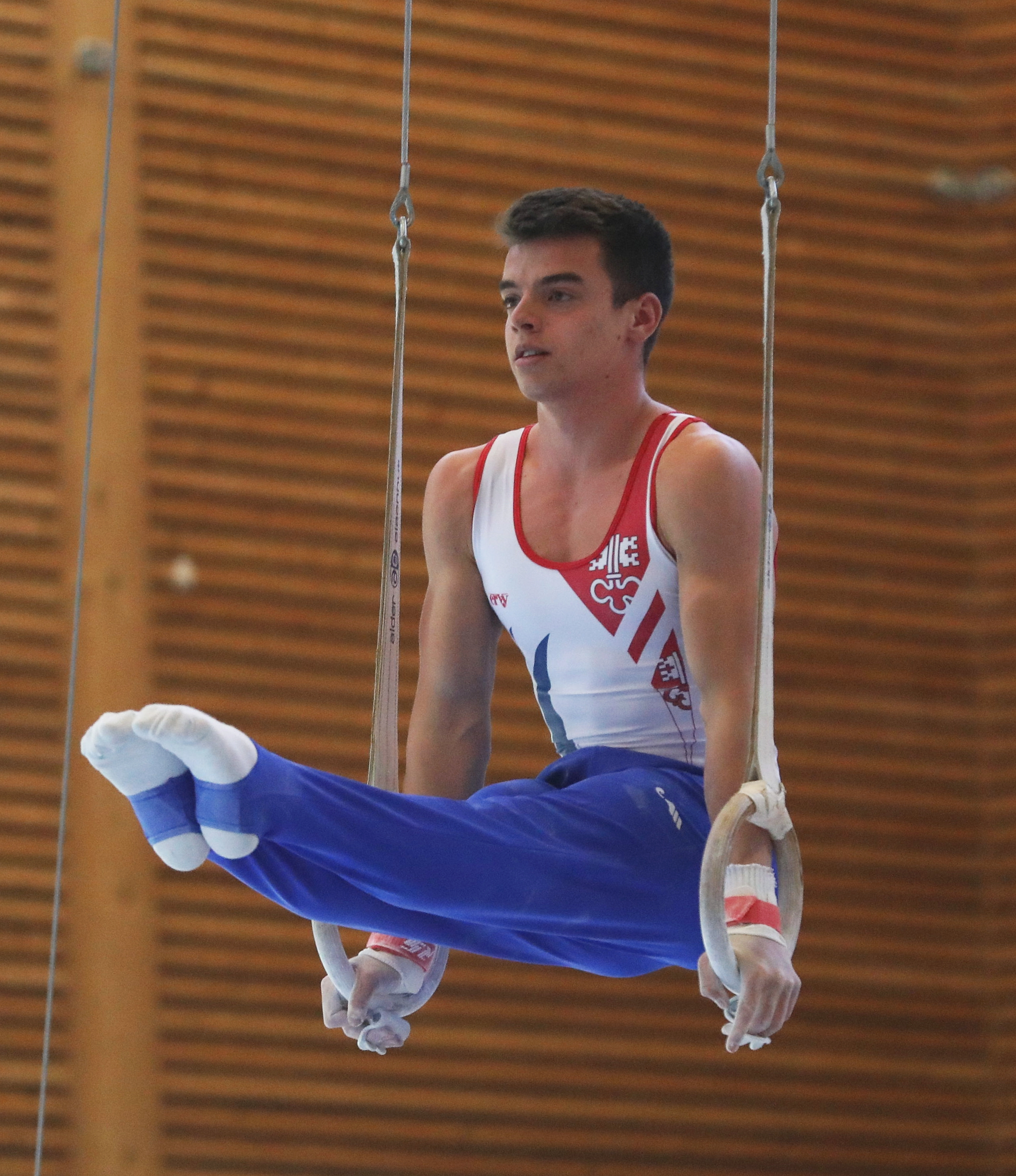
An den Ringen
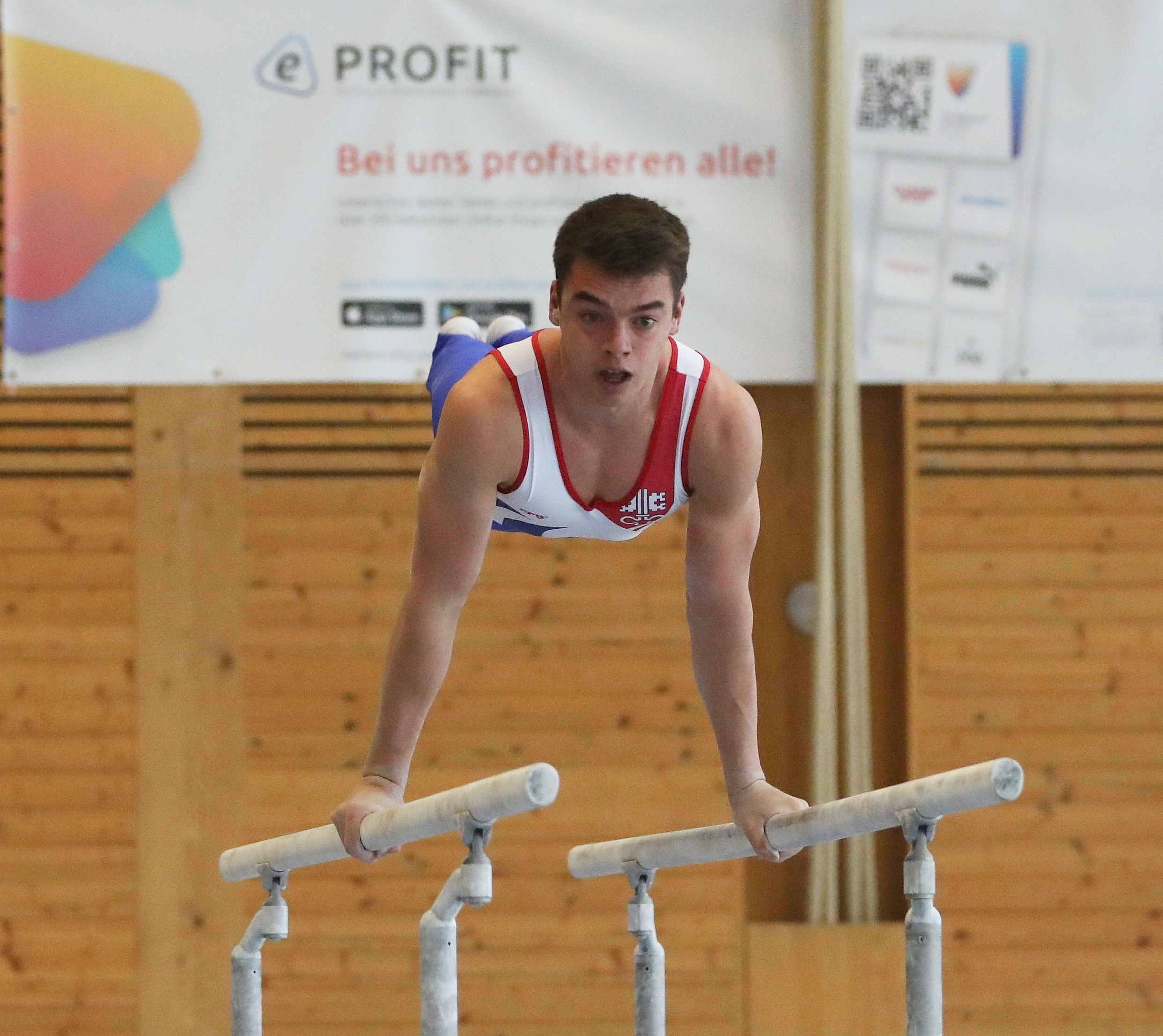
Am Barren
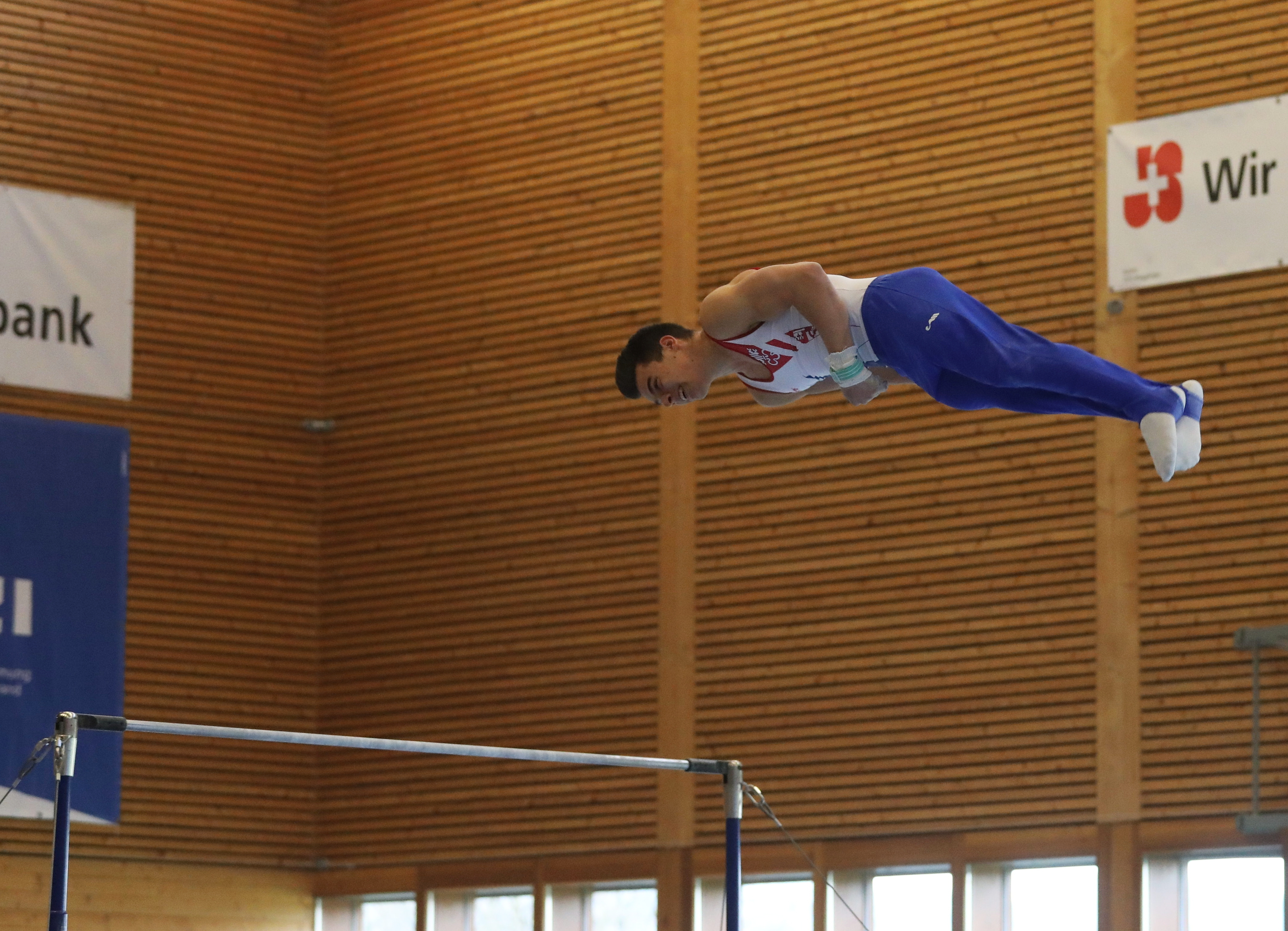
Am Reck